# Vettekulla
Vettekulla är en ort i Hällaryds socken i Karlshamns kommun i Blekinge län. SCB hade för bebyggelsen i orten och en del av grannorten Matvik mellan 1990 och 2023 avgränsat och namnsatt småort Vettekulla och del av Matvik. Från 2023 klassas bebyggelsen som del av av en av SCB nybildad tätort, Matvik och Boddestorp.
Vettekulla utgörs av en blandning med sommarstugor och året-runt-bostäder längs den blekingska kustremsan. Naturen är varierande med Bokskog ena sidan vägen, klippor, hav och Hällaryds skärgård på den andra.